# Средоточно българско попечителство
Средоточно българско попечителство е сред имената на политическата организация „Епитропия“ (1853), която е създадена от влиятелната българска имиграция във Влашко.
„Епитропия“ се трансформира в 7-членен комитет, наречен Средоточно българско попечителство, на 9 март 1854 г. Ръководна роля в него имат Христо Георгиев, Маринчо Бенли, Панарет Рашев, Найден Геров, д-р Петър Протич, д-р Георги Атанасович, Михаил Колони, Георги Шопов, Иван Бакалоглу и др. Това са заможни високообразовани българи, патриоти по дух. Тяхната дейност е подчинена на освободителното дело. Те са твърдо убедени, че освобождението на българския народ е възможно само с помощта на Русия.
В годините след Кримската война организацията е обречена на бездействие, съществува само формално. За да прикрият политическата форма на организацията, през 1862 г. нейните ръководители я обявяват за благотворителна под наименованието Добродетелна дружина.